# Тиморская патака
Тиморская патака (порт. Pataca de Timor Português) — денежная единица Португальского Тимора с 1894 (фактически с 1912) по 1959 год.

## История
До введения патаки в обращении находился португальский реал, а также различные иностранные монеты. Кроме португальских банкнот, обращались банкноты Банка Явы (Голландской Ост-Индии) и банков Гонконга и Шанхая.
В 1894 году денежной единицей объявлена патака (= 450 португальским реалам), однако денежные знаки в патаках не были выпущены. В качестве патаки использовалось серебряное мексиканское песо, к которому патака была приравнена. В 1900 году на мексиканские песо ставилась надчеканка в виде креста. В январе 1906 года филиал Национального заморского банка в Макао начал выпуск банкнот в патаках Макао, которые обращались и на Тиморе.
В 1912 году в Дили открыто агентство Национального заморского банка, начавшее в том же году выпуск банкнот. Первоначально выпускались банкноты филиала Национального заморского банка в Макао с надпечатками «Pagável em Dilly-Timor» или «Pagável em Timor». Выпуск собственных банкнот, датированных 1 января 1910 года, агентство начало в марте 1915 года.
В феврале 1942 года Тимор был оккупирован Японией. В том же году в обращение выпущен японский оккупационный гульден, а в 1944 году — японская оккупационная рупия.
В 1945 году, с восстановлением португальской колониальной администрации, возобновлён выпуск патаки, в том же году начата чеканка тиморских монет в аво. Был установлен курс к португальскому эскудо: 5,50 патаки = 1 эскудо. В 1949 году курс был изменён: 5 патак = 1 эскудо. В 1951 году прекращена чеканка монет для Тимора.
1 января 1959 года вместо патаки введён тиморский эскудо, приравненный к португальскому эскудо. Обмен производился в соотношении: 5,60 патаки = 1 эскудо.

## Монеты и банкноты
Выпускались банкноты в 5, 10, 50 аво, 1, 5, 10, 20, 25, 100 патак.
Чеканились монеты в 10, 20 и 50 аво.